# 第125次IOC総会

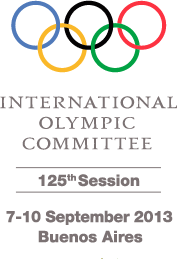
セッションのバナー

第125次IOC総会（だい125じIOCそうかい）は、2013年9月6日から10日までアルゼンチンのブエノスアイレスのブエノスアイレス・ヒルトンで開かれた国際オリンピック委員会総会である。開会式はテアトロ・コロンで開催された。
この総会では2020年夏季オリンピックの開催地決定投票やIOCの会長選挙、新競技の採用、その他副会長や理事などの選出選挙が行われた。

## 総会開催地決定まで
第125次IOC総会には、アルゼンチンのブエノスアイレスとマレーシアのクアラルンプールが立候補していた。
- -ブエノスアイレス
- -クアラルンプール

2010年2月にバンクーバーで行われた第122次IOC総会において、ブエノスアイレスが開催地に決定した。

## 2020年夏季五輪開催地決定投票
2013年9月7日、2020年夏季オリンピックの開催地を決定する投票が行われ、以下の3都市の中からIOC委員の投票によって東京が開催地に決定した。
- 立候補都市
  - -イスタンブール
  - -東京
  - -マドリード

- 投票結果

| 2020年夏季オリンピック開催都市投票結果 | 2020年夏季オリンピック開催都市投票結果 | 2020年夏季オリンピック開催都市投票結果 | 2020年夏季オリンピック開催都市投票結果 | 2020年夏季オリンピック開催都市投票結果 | 2020年夏季オリンピック開催都市投票結果 |
| -------------------------------------- | -------------------------------------- | -------------------------------------- | -------------------------------------- | -------------------------------------- | -------------------------------------- |
| 都市                                   | 国名                                   | 第一回投票                             | 選定投票                               | 第二回投票                             |                                        |
| 東京                                   | 日本                                   | 42                                     | —                                      | 60                                     |                                        |
| イスタンブール                         | トルコ                                 | 26                                     | 49                                     | 36                                     |                                        |
| マドリード                             | スペイン                               | 26                                     | 45                                     | —                                      |                                        |

- 投票を行わないIOC委員

| 投票を行わないIOC委員 (8)                                                                                        | 投票を行わないIOC委員 (8)                                                                              |
| 立候補国のIOC委員 (5)                                                                                            | その他の委員 (3)                                                                                       |
| --- | --- |
| - 竹田恒和 - フアン・アントニオ・サマランチ・サリサチス - マリソル・カサド - ホセ・ペルレナ - ウグル・エルデネル | - ジャック・ロゲ (IOC会長職のため慣例として投票しない) - モウニル・サベト (欠席) - サク・コイブ (欠席) |

尚1回目の投票で落選したスペインのIOC委員は決選投票を行った。

## IOC会長選挙
最終日の10日にはIOC会長選挙が行われる日程が組まれ、第8代会長：ジャック・ロゲの任期満了に伴う後任者（第9代IOC会長）の選出が行われた。ロゲは2001年にモスクワで開かれた第112次IOC総会において会長選挙に当選し、前任のフアン・アントニオ・サマランチから会長職を受け継いでいた。
第9代IOC会長選挙へ立候補した委員は以下の6名であった。
- トーマス・バッハ（ドイツ）
- リチャード・キャリオン（プエルトリコ）
- 呉経国（台湾）
- デニス・オズワルド（スイス）
- セルミャン・ウン（シンガポール）
- セルゲイ・ブブカ（ウクライナ）

この6名で会長選出投票が行われ、トーマス・バッハ（ドイツ）が2回目の投票で過半数を獲得し、第9代IOC会長に選出された。尚、シンガポールのセルミャン・ウン氏と台湾の呉経国氏が第1回投票で最低得票数が並んだ為に落選者決定戦として実施した。
投票結果
| 候補者                 | 第一回投票 | 選定投票 | 第二回投票 |
| トーマス・バッハ       | 43         | —        | 49         |
| セルゲイ・ブブカ       | 8          | —        | 4          |
| リチャード・キャリオン | 23         | —        | 29         |
| セルミャン・ウン       | 6          | 56       | 6          |
| デニス・オズワルド     | 7          | —        | 5          |
| 呉経国                 | 6          | 36       | —          |

## IOC委員の承認
この総会では新たに9名のIOC委員の任命も承認された。
- ベルナルド・ライズマン
- Dagmawit Girmay Berhane
- ポール・テルガト
- カミール・ユーリングス
- Mikaela Maria Antonia Cojuangco-Jaworski
- Octavian Morariu
- アレクサンドル・ジューコフ
- ステファン・ホルム
- ラリー・プロプスト

## 新競技の採用
IOCはこの総会で夏季オリンピックの実施競技に新競技を加えることを検討している。
- 採用される可能性がある競技
  - 野球／ソフトボール
  - 空手道
  - ローラースポーツ
  - スポーツクライミング
  - スカッシュ
  - ウェークボード
  - 武術太極拳
  - レスリング

2013年2月のIOC理事会で、ロンドン五輪の実施競技から従来の競技の1つであるレスリングを除外する。この1競技を加え、計9競技の中から1競技が採用される。採用された競技は2020年夏季オリンピック（のちの東京オリンピック）から正式競技として行われる。
2013年5月23日に発表された評価報告書において、上記の9競技の中から下記の3競技に絞られた。
- 採用される可能性がある競技
  - 野球／ソフトボール
  - スカッシュ
  - レスリング

2013年9月8日の第125次IOC総会でIOC委員による投票が行われた。採用された競技は2024年夏季オリンピック（のちのパリオリンピック）でも除外されず実施されることと投票前に決まった。前日、2020年夏季オリンピックの開催地が東京と決定していた。レスリングが49票、野球／ソフトボールが24票、スカッシュが22票を獲得。1回目の投票でレスリングが過半数を獲得したため、2020年五輪の採用競技はレスリングに決定した。

## オリンピックゴールドオーダー
IOCは6月30日付で委員を辞任したオランダのウィレム＝アレクサンダー国王にオリンピックゴールドオーダーの称号を与えると発表した。